# 22846 Fredwhitaker
22846 Fredwhitaker è un asteroide della fascia principale. Scoperto nel 1999, presenta un'orbita caratterizzata da un semiasse maggiore pari a 2,3893940 UA e da un'eccentricità di 0,1305228, inclinata di 8,11652° rispetto all'eclittica.